# Борискино (Альметьевский район)
 Борискино  — село в Альметьевском районе Татарстана. Административный центр Борискинского сельского поселения.

## География
Находится в юго-восточной части Татарстана на расстоянии приблизительно 40 км по прямой на запад-северо-запад от районного центра города Альметьевск.

## История
Основано в 1924 году выходцами из села Новая Елань. Первоначальное название Борисовка.

## Население
Постоянных жителей было: в 1926 — 81, в 1938 — 74, в 1949—194, в 1958—478, в 1970—471, в 1979—395, в 1989—378, в 2002 − 530 (русские 63 %, татары 30 %), 388 в 2010.